# Aloe harlana
Aloe harlana ist eine Pflanzenart der Gattung der Aloen in der Unterfamilie der Affodillgewächse (Asphodeloideae). Das Artepitheton harlana verweist auf das Vorkommen der Art bei Harla in der äthiopischen Region Harar.

## Beschreibung

### Vegetative Merkmale
Aloe harlana wächst stammlos oder kurz stammbildend, ist einzeln oder teilt sich in zwei bis vier Rosetten. Die etwa 24 lanzettlich verschmälerten Laubblätter bilden dichte Rosetten. Ihre hell bis dunkel olivgrüne, manchmal glänzende Blattspreite ist 50 Zentimeter lang und 12 bis 15 Zentimeter breit. Auf der Blattunterseite befinden sich nahe der Basis gelegentlich einige wenige, trübe, verlängerte, hellgrüne Flecken. Die stechenden, rötlich braunen Zähne am für gewöhnlich hornigen, rötlich braunen Blattrand sind 3 bis 4 Millimeter lang und stehen 10 bis 15 Millimeter voneinander entfernt. Der Blattsaft ist trocken tiefbraun.

### Blütenstände und Blüten
Der Blütenstand besteht aus sechs bis acht Zweigen und ist etwa 70 bis 90 Zentimeter lang. Die konisch-kopfigen oder zylindrisch-verschmälerten Trauben sind bis zu 20 Zentimeter lang. Die eiförmig-spitzen Brakteen weisen eine Länge von 10 Millimeter auf und sind 5 bis 7 Millimeter breit. Im Knospenstadium sind sie dicht ziegelförmig angeordnet. Die tiefroten, gelegentlich gelben Blüten stehen an 15 Millimeter langen Blütenstielen. Sie sind 33 Millimeter lang und an ihrer Basis kurz verschmälert. Auf Höhe des Fruchtknotens weisen die Blüten einen Durchmesser von 11 Millimeter auf. Darüber sind sie nicht verengt. Ihre äußeren Perigonblätter sind auf einer Länge von 10 Millimetern nicht miteinander verwachsen. Die Staubblätter und der Griffel ragen 3 bis 5 Millimeter aus der Blüte heraus.

### Genetik
Die Chromosomenzahl beträgt {\displaystyle 2n=14}.

## Systematik und Verbreitung
Aloe harlana ist in Äthiopien in niedrigem Busch an steinigen Hängen in Höhenlagen von 1650 bis 1850 Metern verbreitet.
Die Erstbeschreibung durch Gilbert Westacott Reynolds wurde 1957 veröffentlicht.

## Nachweise